# Championnat de Serbie de football 2024-2025
Navigation
Édition précédente Édition suivante
La saison 2024-2025 de la Superliga Srbije est la 19e édition de la première division serbe de football.
Les seize équipes participantes s'affrontent initialement à deux reprises, à domicile et à l'extérieur, pour un total de 30 matchs chacune et 240 rencontres en tout. À l'issue de cette première phase, elles sont divisées en deux groupes de huit s'affrontant une fois, soit 37 matchs par équipe en tout.
Quatre places qualificatives pour les compétitions européennes sont attribuées par le biais du championnat : le champion se qualifie pour la Ligue des champions 2025-2026 tandis que le deuxième et le troisième obtiennent une place en Ligue Conférence 2025-2026. Le vainqueur de la Coupe de Serbie se qualifie pour la Ligue Europa 2025-2026, la place étant reversée au championnat si celui-ci est déjà qualifié d'une autre manière.
La compétition est remportée par l'Étoile rouge de Belgrade qui décroche à cette occasion son onzième titre de champion de Serbie, le huitième consécutif.

## Compétition

### Critères de départage
Les équipes sont classées selon leur nombre de points, lesquels sont répartis comme suite : trois points pour une victoire, un point pour un match nul et zéro point pour une défaite.
Pour départager les égalités pendant la saison, les critères suivants sont utilisés :
1. Différence de buts générale
2. Nombre de buts marqués

Si ces critères ne permettent pas de départager les équipes à égalité, celles-ci occupent donc la même place au classement officiel.
Pour départager les égalités au terme du championnat, les critères suivants sont utilisés :
1. Points de la première phase
2. Points particuliers de la première phase
3. Différence de buts particulière de la première phase
4. Nombre de buts marqués entre équipes à égalité lors de la première phase
5. Nombre de buts marqués à l'extérieur entre équipes à égalité lors de la première phase
6. Différence de buts générale
7. Nombre de buts marqués
8. Classement du fair-play

### Première phase

#### Classement
| Rang | Équipe                       | Pts | J  | G  | N  | P  | Bp  | Bc | Diff |
| ---- | ---------------------------- | --- | -- | -- | -- | -- | --- | -- | ---- |
| 1    | Étoile rouge de Belgrade T C | 86  | 30 | 28 | 2  | 0  | 106 | 22 | +84  |
| 2    | FK Partizan Belgrade         | 63  | 30 | 18 | 9  | 3  | 58  | 29 | +29  |
| 3    | OFK Belgrade P               | 46  | 30 | 13 | 7  | 10 | 40  | 39 | +1   |
| 4    | FK Radnički 1923             | 45  | 30 | 13 | 6  | 11 | 47  | 40 | +7   |
| 5    | FK Vojvodina Novi Sad        | 42  | 30 | 11 | 9  | 10 | 48  | 40 | +8   |
| 6    | FK Mladost Lučani            | 42  | 30 | 11 | 9  | 10 | 32  | 35 | -3   |
| 7    | FK TSC Bačka Topola          | 41  | 30 | 12 | 5  | 13 | 47  | 44 | +3   |
| 8    | FK Novi Pazar                | 40  | 30 | 11 | 7  | 12 | 46  | 54 | -8   |
| 9    | FK Čukarički                 | 39  | 30 | 10 | 9  | 11 | 37  | 40 | -3   |
| 10   | FK IMT Belgrade              | 37  | 30 | 10 | 7  | 13 | 37  | 46 | -9   |
| 11   | FK Železničar Pančevo        | 35  | 30 | 9  | 8  | 13 | 37  | 37 | 0    |
| 12   | FK Napredak Kruševac         | 35  | 30 | 9  | 8  | 13 | 29  | 40 | -11  |
| 13   | FK Spartak Subotica          | 34  | 30 | 8  | 10 | 12 | 26  | 40 | -14  |
| 14   | FK Radnički Niš              | 32  | 30 | 8  | 8  | 14 | 40  | 59 | -19  |
| 15   | FK Tekstilac Odžaci P        | 31  | 30 | 9  | 4  | 17 | 25  | 52 | -27  |
| 16   | FK Jedinstvo Ub P            | 16  | 30 | 4  | 4  | 22 | 22  | 60 | -38  |

Qualifications
- 1er au 8e : Groupe championnat
- 9e au 16e : Groupe relégation

Abréviations
Source : Classement sur le site Soccerway.

## Deuxième phase
Si deux équipes sont à égalité parfaite au terme du championnat et que le titre de champion, la qualification à une compétition européenne ou la relégation sont en jeu, les deux équipes doivent se départager au cours d'un match éliminatoire disputé sur terrain neutre. Si le match se termine par une égalité à la fin du temps réglementaire, deux périodes de prolongation de 15 minutes sont jouées. Si l'égalité demeure, les deux équipes se départagent à l'issue d'une séance de tirs au but.

### Groupe pour le championnat

#### Classement
| Rang | Équipe                       | Pts | J  | G  | N  | P   | Bp | Bc | Diff |
| ---- | ---------------------------- | --- | -- | -- | -- | --- | -- | -- | ---- |
| 1    | Étoile rouge de Belgrade T C | 100 | 37 | 32 | 4  | 125 | 35 |    |      |
| 2    | FK Partizan Belgrade         | 73  | 37 | 21 | 10 | 6   | 73 | 40 | +33  |
| 3    | FK Novi Pazar                | 54  | 37 | 15 | 9  | 13  | 60 | 65 | -5   |
| 4    | OFK Belgrade P               | 53  | 37 | 15 | 8  | 14  | 53 | 54 | -1   |
| 5    | FK Radnički 1923             | 53  | 37 | 15 | 8  | 14  | 60 | 53 | +7   |
| 6    | FK Vojvodina Novi Sad        | 53  | 37 | 14 | 11 | 12  | 57 | 49 | +8   |
| 7    | FK TSC Bačka Topola          | 50  | 37 | 15 | 5  | 17  | 59 | 58 | +1   |
| 8    | FK Mladost Lučani            | 47  | 37 | 12 | 11 | 14  | 38 | 48 | -10  |

Qualifications européennes
Ligue des champions de l'UEFA 2025-2026
- 1er : deuxième tour de qualification

Ligue Europa 2025-2026
- 2e  : premier tour de qualification

Ligue Conférence 2025-2026
- 3e et 4e  : deuxième tour de qualification

Abréviations
T : Tenant du titre
C : Vainqueur de la Coupe de Serbie 2024-2025
- L'Étoile rouge de Belgrade, vainqueur de la Coupe de Serbie[2], étant déjà qualifié pour la Ligue des champions, la place en Ligue Europa 2025-2026 est redistribuée au deuxième du championnat.

- Le quatrième, OFK Belgrade, n'a pas obtenu de licence UEFA la place pour la Ligue Conférence 2025-2026 est redistribuée au cinquième[3].

### Groupe pour la relégation

#### Classement
| Rang | Équipe                | Pts | J  | G  | N  | P  | Bp | Bc | Diff |
| ---- | --------------------- | --- | -- | -- | -- | -- | -- | -- | ---- |
| 9    | FK Čukarički          | 49  | 37 | 12 | 13 | 12 | 47 | 49 | -2   |
| 10   | FK Železničar Pančevo | 49  | 37 | 13 | 10 | 14 | 49 | 43 | +6   |
| 11   | FK IMT Belgrade       | 48  | 37 | 13 | 9  | 15 | 49 | 55 | -6   |
| 12   | FK Spartak Subotica   | 44  | 37 | 11 | 11 | 15 | 35 | 51 | -16  |
| 13   | FK Radnički Niš       | 43  | 37 | 11 | 10 | 16 | 50 | 67 | -17  |
| 14   | FK Napredak Kruševac  | 42  | 37 | 11 | 9  | 17 | 35 | 48 | -13  |
| 15   | FK Tekstilac Odžaci P | 31  | 37 | 11 | 4  | 22 | 33 | 65 | -32  |
| 16   | FK Jedinstvo Ub P     | 25  | 37 | 7  | 4  | 26 | 32 | 73 | -41  |

Relégation en Prva Liga 2025-2026
- 13e et 14e : barrages de relégation
- 15e et 16e : relégation

Abréviations

#### Barrages de relégation
Le treizième et le quatorzième du championnat affrontent respectivement le quatrième et le troisième de la deuxième division à la fin de la saison dans le cadre d'un barrage aller-retour.
| Équipe                   | Aller | Total | Retour | Équipe                    |
| ------------------------ | ----- | ----- | ------ | ------------------------- |
| FK Mladost Novi Sad (D2) | 0 - 0 | 0 - 1 | 0 - 1  | (D1) FK Napredak Kruševac |
| FK Mačva Šabac (D2)      | 0 - 0 | 0 - 2 | 0 - 2  | (D1) FK Radnički Niš      |

Légende des couleurs
- Promotion en première division.
- Relégué en deuxième division.
- Maintien en première division.
- Maintien en deuxième division.

## Tableau d'honneur
| Championnat de Serbie de football 2024-2025 |                                      |
| Champion                                    | Étoile rouge de Belgrade (11e titre) |
| Dauphin                                     | FK Partizan Belgrade                 |
| Coupes et trophées                          |                                      |
| Vainqueur de la Coupe de Serbie 2024-2025   | Étoile rouge de Belgrade             |
| Qualifications continentales                |                                      |
| Ligue des champions 2025-2026               | Étoile rouge de Belgrade             |
| Ligue Europa 2025-2026                      | FK Partizan Belgrade                 |
| Ligue Conférence 2025-2026                  | FK Radnički 1923                     |
| Ligue Conférence 2025-2026                  | FK Novi Pazar                        |
| Promotions et relégations                   |                                      |
| Promus en Super Liga                        | FK Radnik Surdulica                  |
| Promus en Super Liga                        | FK Javor Ivanjica                    |
| Relégués en Prva Liga                       | FK Jedinstvo Ub                      |
| Relégués en Prva Liga                       | FK Tekstilac Odžaci                  |